# Mason Willrich

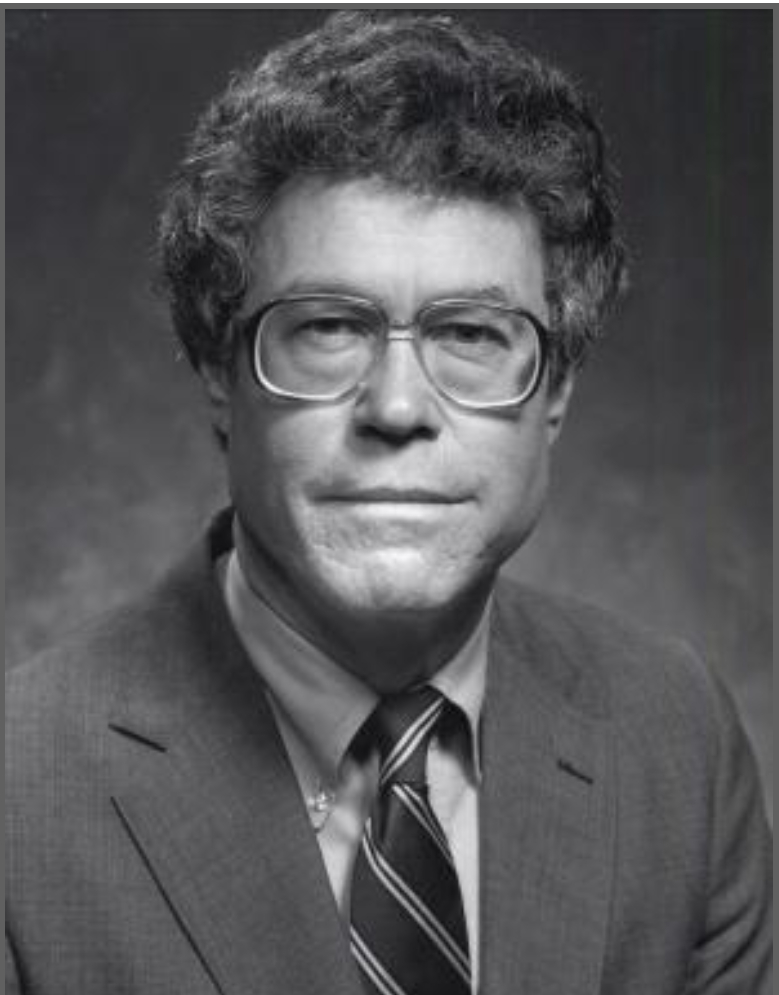
Mason Willrich; Fotografie aus den 1970er-Jahren

Mason Willrich (* 31. Mai 1933 in Los Angeles) ist ein US-amerikanischer Juraprofessor, Führungskraft in der Energieindustrie und Autor zahlreicher Sachbücher über Energiepolitik und nuklearer Abrüstungspolitik.

## Leben
William Smith Mason Willrich ist Sohn des Edgar Gebhard Julius Willrich (* 1895 in Saint Paul) und der Dorothy Mason-Bliss (Tochter des William Smith Mason). Er ist ein Enkel des US-Konsuls Gebhard Willrich.
Er absolvierte das Jura-Studium magna cum laude an der Yale University 1954 und diente von 1955 bis 1957 als Pilot beim Strategic Air Command der U.S. Air Force. Danach promovierte er zum Dr. jur. an der University of California, Berkeley (1960) und war bis 1962 in der Kanzlei Pillsbury, Madison & Sutro in San Francisco tätig. In den nächsten Jahren war er unter den Regierungen Kennedy und Johnson Berater der U.S. Arms Control and Disarmament Agency, während er auch Mitglied von US-Delegationen bei UN-Verhandlungen zum Atomwaffensperrvertrag in Genf und bei der Internationalen Atomenergie-Organisation in Wien war.
Von 1965 bis 1976 war er Juraprofessor an der University of Virginia und John-Stennis-Professor von 1975 bis 1979, Guggenheim-Stipendiat 1973, zudem war er von 1977 bis 1979 Direktor der Abteilung International Relations der Rockefeller Foundation. Von 1979 bis 1989 war er Executive und Senior Vice President der Pacific Gas and Electric Company, verantwortlich für strategische Planung, Budget und Informationssysteme, sowie CEO der Tochterfirma PG&E Enterprises in San Francisco. Im Zuge dieser Position gründete er die Firma U.S. Gen, eine Partnerschaft mit der Bechtel Corporation, die sich zu einem unabhängigen Energieversorger entwickelte. Um 1996 war er in Beratergremien des National Renewable Energy Laboratory und des Electric Power Research Institute tätig. 
Bekannt ist er auch als Autor zahlreicher Sachbücher über Nuklear- und Energiepolitik (von 1969 bis 2017) und Senior-Advisor des Energy Innovation Project des Massachusetts Institute of Technology (MIT). Der Gouverneur Arnold Schwarzenegger ernannte Willrich März 2005 zum Vorstandsmitglied (Chair Board of Governors) des Stromnetzbetreibers California Independent System Operator mit Amtszeit zunächst bis Dezember 2007, wobei Mason diesen Posten bis 2011 behielt.
Von 1960 bis 1996 war er mit Patricia Rowe verheiratet; eine zweite Ehe führte er mit Wendy Webster. Willrich hat vier erwachsene Kinder und acht Enkelkinder.

## Werke (Auszug)
- Mason Willrich: Non-Proliferation Treaty: Framework for Nuclear Arms Control. Michie Co., Charlottesville, VA 1969 (englisch).
- Civil nuclear power and international security, 1971
- Global Politics of Nuclear Energy, 1971
- Mason Willrich (Hrsg.): International Safeguards and Nuclear Industry. The Johns Hopkins Univ. Press, Baltimore, MD 1973, ISBN 978-0-8018-1458-7 (archive.org).
- Mason Willrich, John B. Rhinelander: SALT: the Moscow agreements and beyond. Free Press, New York 1974, ISBN 978-0-02-935370-7 (archive.org).
- Mason Willrich, Theodore B. Taylor: Nuclear Theft : Risks and Safeguards. Ballinger Pub. Co., Cambridge, MA 1974, ISBN 978-0-88410-207-6 (archive.org).
- Energy and World Politics, 1975
- Administration of Energy Shortages, 1976
- Radioactive Waste: Management and Regulation (mit R.K. Lester), 1977
- Adventures Between History's Pages, 2007
- Modernizing America's Electricity Infrastructure, 2017